# Dream On (Aerosmith)
Dream On è un brano della band hard rock statunitense Aerosmith proveniente dall'omonimo album di debutto del 1973.
Scritta dal cantante Steven Tyler, raggiunse il 59º posto nella classifica americana mentre dopo essere stata ripubblicata nel 1976 raggiunse il sesto posto della classifica Billboard.

## Descrizione
La canzone, una ballata struggente ma potente allo stesso tempo, è considerata tra le più belle e celebri nella storia del rock: è stata infatti inserita al 172º posto tra le 500 canzoni rock più belle di sempre dalla rivista Rolling Stone, mentre nel 2014 è stata indicata come la più grande power ballad di tutti i tempi da Yahoo! Music.

## Cover
- Una versione della canzone è stata registrata dal cantante Ronnie James Dio insieme al virtuoso della chitarra Yngwie Malmsteen.
- I Breaking Benjamin hanno spesso eseguito la canzone nelle loro esibizioni dal vivo.
- I Blessthefall hanno inserito una cover del brano nel loro disco Punk Goes Classic Rock.
- Una cover strumentale della canzone è presente nel disco Hands Without Shadows del noto shredder Michael Angelo Batio.
- Un campionamento della canzone è presente nel brano Sing for the Moment del rapper Eminem.
- Nel 2013 Brendon Urie dei Panic! at the Disco si è esibito con una cover del brano durante Miss Universo.
- Nel 2016 ne ha realizzato una cover anche il collettivo Postmodern Jukebox, con alla voce la cantante Morgan James.

### Versione di Anastacia
Dream On è anche il primo singolo estratto dal quinto album della cantautrice statunitense Anastacia, pubblicato il 26 ottobre 2012 e inserito nell'album di cover rock maschili It's a Man's World.
La cantante aveva già proposto una sua versione della canzone in alcuni suoi concerti.

## Tracce
45 giri
Lato A
1. "Dream On"

Lato B
1. "Somebody"

D-Maxi
1. "Dream On"
2. "Dream On" [Live]
3. "Walk This Way"

## Formazione
- Steven Tyler – voce, piano, mellotron
- Joe Perry – chitarra
- Brad Whitford – chitarra
- Tom Hamilton – basso
- Joey Kramer – batteria

## Classifiche
| Anno | Posizione |
| ---- | --------- |
| 1973 | 59        |
| 1976 | 6         |